# Curt Beyer

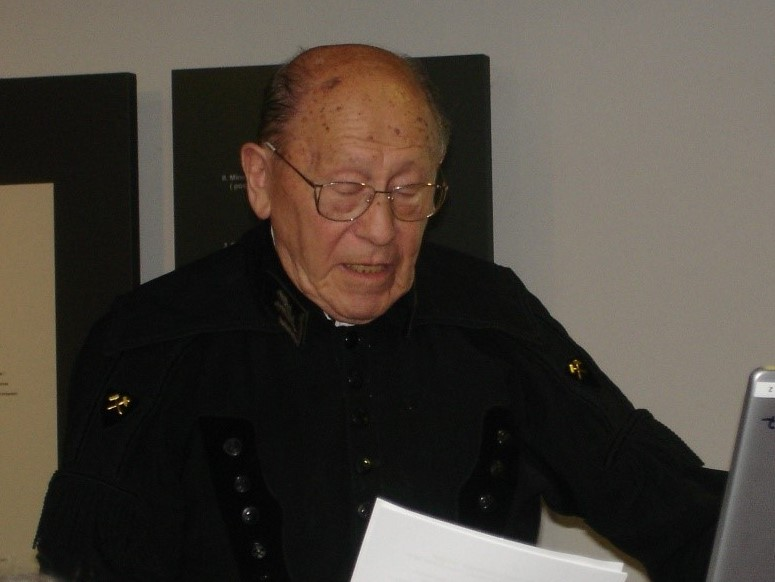
Curt Beyer bei einer Tagung im Bergbaumuseum Oelsnitz/Erzgeb.

Curt Beyer (* 5. September 1920 in Zipsendorf; † 20. Oktober 2021 in Dresden) war ein deutscher Markscheider.

## Leben und Wirken
Beyer war Sohn eines kaufmännischen Angestellten. Sein Vater war im Braunkohlenbergbau auf der Mariengrube im Meuselwitz-Altenburger Braunkohlerevier tätig. Nach dem Besuch der Grund- und Realschule legte Beyer 1939 das Abitur in Altenburg ab.
Nach dem Kriegsdienst studierte er von 1946 bis 1951 an der Bergakademie Freiberg Markscheidewesen. Die markscheiderische Probearbeit zur Erlangung der Konzessionierung als Markscheider durch die Oberste Bergbehörde in der DDR führte er 1954 im VEB Steinkohlenwerk Karl Liebknecht in Oelsnitz/Erzgeb. aus. Noch im gleichen Jahr berief man ihn als Nachfolger des Amtsvorgängers Richter als Gruppenmarkscheider des Lugau-Oelsnitzer Steinkohlenreviers. Sein Verantwortungsbereich umfasste die Steinkohlenwerke Karl Liebknecht und Deutschland in Oelsnitz/Erzgeb. sowie mehrere Jahre auch das Revier Döhlener Becken bei Dresden. Nach Einstellung des Steinkohlenbergbaues arbeitete er bis 1986 als Markscheider im Tunnelbau.
Seine wissenschaftliche Leistung ist die Erstellung der Bergschadenskundlichen Analysen (BSA) beispielsweise für die Steinkohlenlagerstätte Lugau-Oelsnitz im Jahr 1974.
Er erstellte außerdem die Bergschadenskundlichen Analysen für die Bergbauregionen Aue, Raschau und Sosa sowie die Steinkohlenlagerstätten Freital-Döhlen und Zwickau. Diese BSA bilden auch Jahrzehnte nach der Einstellung des Bergbaus die Grundlage für Betrachtungen der Auswirkungen des Bergbaus auf die Entwicklung der Regionen sowie für den Anstieg von Grubenwasser und dessen Folgen.
Auch im hohen Alter stand Curt Beyer im wissenschaftlichen Austausch und stellte sich als Zeitzeuge für Schülerprojekte zur Verfügung.
Beyer lebte zuletzt in Dresden. Er war verwitwet und hatte zwei Kinder. Sein Grab befindet sich auf dem Neuen Friedhof in Dresden-Klotzsche.